# 半岛媒体集团
半岛媒体网络（AJMN；阿拉伯语：الجزيرة，音译：Al-Jazīrah，意为“岛屿” [æl (d)ʒæˈziːrɐ]）是一家总部位于多哈瓦迪塞尔的私营媒体集团，部分由卡塔尔政府资助。该网络的旗舰频道包括半岛电视台阿拉伯语频道和半岛电视台英语频道，提供区域和国际新闻报道，以及分析、纪录片和谈话节目。除了电视频道，半岛电视台还通过AJ+等平台扩展了其数字化存在，迎合了年轻观众，提供专为网络消费设计的格式和内容。半岛电视台在全球超过150个国家和地区播出，拥有超过4.3亿的庞大全球观众。
半岛电视台最初作为一个卫星电视台，专门播报阿拉伯语新闻和时事内容，后来发展成为一个多平台的媒体网络，涵盖了网络、多个语言的专业电视频道等。该网络的新闻业务目前在全球设有70个新闻分社，这些分社由网络的各个频道和业务共享，成为全球媒体公司中分社数量最多的网络之一。
半岛电视台媒体网络（AJMN）从卡塔尔政府获得公共资金支持，这引发了关于该组织是否应被视为公共广播机构或国家媒体的争议。尽管有人指控卡塔尔政府对其内容拥有编辑控制权，AJMN坚称其报道不受卡塔尔政府的影响或指示，且并不反映任何官方的政府观点。该网络经常成为外国政府的目标，这些政府对其报道的合法性提出质疑。在卡塔尔外交危机期间，几个阿拉伯国家与卡塔尔断绝外交关系并实施封锁，其中一个要求是关闭半岛电视台。其他媒体网络对此要求表示反对。

## 历史

### 启动
最初的半岛卫星频道（当时称为JSC或半岛卫星频道）于1996年11月1日开播。这是在英国广播公司（BBC）阿拉伯语电视台关闭之后成立的。该电视台是与Orbit通讯公司（由沙特国王法赫德的堂兄哈立德·本·费萨尔·阿勒沙特拥有的公司）的合资企业。由于沙特政府试图阻止一部关于伊斯兰教法下处决的纪录片，BBC频道在运营一年半后关闭。
卡塔尔埃米尔谢赫哈马德·本·哈利法向半岛电视台提供了一笔5亿卡塔尔里亚尔（1.37亿美元）的贷款，帮助其渡过最初的五年。休·迈尔斯在他的书《半岛电视台：挑战西方的阿拉伯新闻频道内幕》中详细描述了这一点。
半岛电视台的首播日是1996年11月1日，最初每天提供6小时的节目，到1997年底增加到12小时。该频道通过地面信号、电视线缆以及卫星（在阿拉伯世界可免费接收）向周边地区播出。1999年1月1日是半岛电视台首次全天24小时播出的日子。那时其员工人数在一年内增长了三倍，达到了500人，并在包括欧盟和俄罗斯在内的十几个地点设立了新闻分社。当时该机构的年度预算估计为2500万美元。

### 扩张

#### 英文频道
2001年，半岛电视台成为唯一一家从阿富汗喀布尔进行国际新闻广播的新闻网络。9/11事件发生后，对半岛电视台英语版的需求显著增加。因此，半岛电视台开始考虑设立一个英语服务频道。
2002年底，半岛电视台的市场总监阿里·穆罕默德·卡玛推动了半岛电视台的“重新定位”，并“伴随着引入英语字幕和广播的英语配音”。
2003年，半岛电视台聘用了第一批英语记者，其中包括来自BBC《今日节目》的阿夫辛·拉坦西。同年3月，半岛电视台推出了其英文网站“半岛电视台网”，该网站由年轻记者创建，发布了网络报道的各种故事，但不依赖阿拉伯语频道和网站。网站旨在连接西方受众，与BBC合作，成为“全球公民的主页”。
然而，网站上线12小时后，由于多次拒绝服务攻击，“半岛电视台网”被迫下线。24小时后，网站重新上线，但被自由网络力量民兵组织黑客攻击，浏览器被重定向到一张带有“让自由响起”口号的美国国旗图片。由于Horizons Media、Information Services和Akamai Technologies三家网络服务提供商取消了合同，半岛电视台无法找到安全的托管服务。此外，Yahoo和AOL也在3月份停止了与半岛电视台的广告合同，因此，英文版网站在2003年稍后时间被搁置。
2005年7月4日，半岛电视台正式宣布计划推出一个名为“半岛国际”的新的英语卫星服务。该频道于2006年11月15日12点格林尼治标准时间开播，名称为“半岛电视台英语”，并在多哈（靠近半岛电视台总部和广播中心）、伦敦、吉隆坡和华盛顿特区设立了广播中心。最初每天从多哈播出12小时新闻，其余时间则由伦敦、吉隆坡和华盛顿特区平分。其工作人员中包括从ABC《夜线》以及其他顶级新闻机构聘请的记者。前伊拉克战争期间美军中央司令部的媒体负责人乔什·拉辛同意提供评论；大卫·弗罗斯特也加入了团队。
这项新的英语语言业务在北美市场因被认为同情极端主义原因而面临许多监管和商业障碍。最终，该频道在包括华盛顿特区在内的少数美国有线系统中获得了播出许可。

#### 巴尔干分台
2011 年，半岛媒体网络创建了半岛电视台巴尔干分台，这是半岛电视台在波斯尼亚和黑塞哥维那萨拉热窝的波斯尼亚语/克罗地亚语/塞尔维亚语分台，面向巴尔干地区播出节目。

#### 土耳其语版
2011年2月，土耳其储蓄存款保险基金将Cine5电视频道挂牌出售，此前由于其所有者埃罗尔·阿克索伊负债破产，频道被没收。半岛电视台参与竞标，在一次2100万美元的出价失败后，最终以4050万美元收购了该频道。随后，半岛电视台将该频道更名，并开始筹备推出土耳其语版的半岛电视台。
2012年4月，有报道称该频道因拒绝将库尔德工人党（PKK）称为恐怖组织而导致项目推迟，尽管许多国家和超国家组织（包括但不限于土耳其、美国、欧盟、北约、以色列和英国）都将其指定为恐怖组织，半岛电视台坚持遵循新闻标准。支持该项目的土耳其外交部与该频道出现了分歧。主要的土耳其投资者Vural Ak退出了与半岛电视台的合作，半岛电视台土耳其语编辑团队负责人Nuh Yilmaz也辞职。
2013年，半岛电视台宣布成立土耳其语版的半岛电视台——Al Jazeera Türk，总部设在伊斯坦布尔，主要面向土耳其进行报道和广播。2014年1月22日，Al Jazeera Türk的网站上线并发布新闻内容，这使其成为第一个在广播之前先行数字化的24小时新闻平台。该频道原计划在2014年底启动，位于伊斯坦布尔Topkapı的频道大楼正在进行建设和内部装修。然而，网站于2017年关闭，频道最终未能成功启动。

#### 半岛电视台美国版
半岛电视台美国版是半岛电视台英语频道的美国版本。该频道于2013年8月20日在美国的有线和卫星系统上独家推出。
2013年1月2日，半岛电视台媒体网络宣布从其创始人阿尔·戈尔、乔尔·海亚特和罗纳德·伯克尔手中收购了Current TV，并计划推出一个美国新闻频道。最初，该频道60%的节目将在美国制作，40%来自半岛电视台英语频道，但后来几乎所有内容都改为美国本土制作。
尽管Current TV在美国的有线电视和卫星电视系统中有广泛的分布，但其平均观众人数仅为28,000人。半岛电视台收购Current TV后，时代华纳有线电视公司由于其收视率低下，决定取消该网络的传输，但表示将在评估是否符合用户需求后再考虑重新加入。随后，该频道通过新的传输协议重新加入了时代华纳和Bright House Networks的频道列表。
2016年1月13日，半岛电视台美国版的首席执行官阿尔·安斯蒂宣布，由于“经济环境”，该网络将于2016年4月12日停止运营。

##### AJ+
半岛媒体网络还有一个数字在线新闻频道 AJ+。 该频道是一个在线和移动新闻频道，主要在各种社交媒体网络和 YouTube上播放，由加利福尼亚州旧金山的半岛新媒体公司运营。
该频道主要由点播内容组成。 该频道于 2014 年 6 月 13 日试运行，推出了新网页、Facebook 页面和YouTube上的视频。
2014年9月，该频道推出了完整的应用程序。 该频道还有阿拉伯语和西班牙语版本。

##### 半岛体育台
2004 年，半岛电视台成立了半岛体育台（现名为 beIN 体育台），并建立了 8 个阿拉伯语专业体育频道，进军体育界。 
2014 年 1 月 1 日，半岛体育台更名为 beIN 体育台，此前该台与半岛电视台的所有非新闻和时事资产一起被剥离并私有化，并入 beIN 媒体集团；这些频道被合法剥离是为了与半岛电视台的所有体育资产保持一致。 
据半岛电视台美国分部总裁凯特-奥布莱恩（Kate O'Brian）称，半岛电视台体育频道的收入为电视台的运营提供了资金支持，就像 BBC Worldwide 为 BBC 提供资金支持一样。

##### 其他频道
Al Jazeera Media Network 还运营着阿拉伯语纪录片频道 Al Jazeera Documentary Channel 和直播政治和公共利益的 Al Jazeera Mubasher 频道，该频道不经编辑或评论，实时播报各种会议。
Al Jazeera Mubasher 是中东地区第一个此类频道。

### 重组
半岛电视台重组了其运营，形成了一个包含所有不同频道的网络。时任阿拉伯语频道总经理的瓦达·汗法尔被任命为半岛电视台网络的总干事，并继续担任阿拉伯语频道的总经理。汗法尔于2011年9月20日辞职，在接受半岛电视台英语频道采访时表示，他已经实现了最初的目标，认为八年的任期对任何组织的领导者来说已经足够。
2009年11月26日，半岛电视台英语频道获得加拿大广播电视及电讯委员会（CRTC）的批准，允许其通过卫星在加拿大播出。
2011年，随着公司更名，半岛电视台媒体网络从“公共机构”被法律重新指定为“公共事业的私营机构”；然而，当时尚不清楚这将如何影响编辑管理和资金来源。该网络还通过电视合同和体育部门的收入进行资助。

## 半岛电视台与2011年阿拉伯之春
半岛电视台比其他任何新闻媒体更广泛地报道了阿拉伯之春，并在传播阿拉伯起义方面发挥了重要作用。2011年，半岛电视台是主要报道突尼斯一个小城市动荡并将消息传播到整个中东的媒体。
中东地区的人们在获取有关本地区和世界的新闻时，更多依赖半岛电视台，甚至超过了YouTube和谷歌。当时的美国国务卿希拉里·克林顿在阿拉伯之春期间表示：“半岛电视台在改变人们的思想和态度方面处于领先地位。无论喜欢与否，它确实非常有效。”
阿拉伯国家的动荡新闻通过半岛电视台的阿拉伯语频道向阿拉伯世界播出，同时也通过英语频道向世界其他地区的观众传达。
在突尼斯，本·阿里政权禁止半岛电视台在该国运营，但在突尼斯Facebook用户的帮助下，半岛电视台得以获取有关国内抗议和政府镇压等事件的报道。半岛电视台对人民反抗领导人的起义进行了密集的媒体报道，动员了更多来自其他地区的人加入革命。
其他阿拉伯国家如巴林、埃及、也门、利比亚和叙利亚的民众，也在突尼斯成功革命的影响下，开始对其政府进行抗争，半岛电视台阿拉伯语频道对此进行了广泛报道。与此同时，半岛电视台英语频道报道了中东各国政府对政治活动家甚至普通公民的人权侵犯行为，推动了国际社会对中东阿拉伯运动的支持。

## 政治观点
該集團有時被認為主要具有伊斯蘭主義觀點，支持穆斯林兄弟會，並對親遜尼派和反什葉派的地區問題的報導存在偏見。

## 資金來源
該組織是卡塔爾法律規定的公益基金會。 因此，它從卡塔爾國獲得營運所需的資金。